# Natali (familia)
El linaje Natali (o de Natali, Natalis, Natalini, de Natalibus, Natalich, Nadal) fue una familia noble de la República de Ragusa (Dubrovnik). Su origen pertenece a la Gens Belicia, de Roma. En 1297 entró en el grupo de familias, nombrado las case nuove, del patriciado de la nobleza veneciana de la República de Venecia, con el apellido Nadal.

## Historia
Entre el siglo XIV y el XVI una familia Natali (Natalis, Natalini, de Natalibus, Natalich, Nadal) era residente en Split (Spalato) y algunos Natali aparecen también en Ragusa; por otro lado, estos personajes no parecen tener relación con los nobles Natali de Ragusa, los cuales se aposentaron en Italia hacia la República marinera del Adriático oriental en el 1667, cuando sucesivamente al catastrófico terremoto del 6 de abril de 1667 fue reabierta -después de trescientos años- la posibilidad de acceso a la clase nobiliaria.
En 30 de julio de 1667 Giovanni de Natali fue admitido en el Consejo Mayor de Ragusa.
Algunos Natali fueron capitanes de armas cerca del zar de Rusia, pero la rama principal de la familia residió de manera permanente en Ragusa. A la caída de la República, la casa de Austria reconoció la nobleza con el título de conde.
Los Natali resultan ser la única familia noble de Ragusa por la que non hay testimonios de la traducción del apellido en lengua croata.
Señores de Mirandola.
La rama principal de la familia se extinguió en 1892 con la muerte de Matteo Girolamo Natali, pero ramas colaterales sobreviven en Italia[1]: rama de Bolonia y rama de San Vittore Olona (MI).

## Personas notables
- Giacomo Natali (siglo XVIII) - Junto a Pasquale Primi, Ladislao Menze, Vincenzo Pozza, Giovanni Gozze, Stefano Giorgi, Bartolomeo Bettera, Giunio Resti y Piero Bogascini fue durante el 1700 un compositor de versos en la lengua eslava de Ragusa (de la que deriva el moderno croata)[2].

## Genealogía
```
   Giacomo Natali (
siglo
 
XVIII
) - Militar, combatió en la Guerra de Crimea (1735-1737) al servicio del zar de Rusia.
   Pietro Natali (1727 - 1801) - Militar al servicio del zar de Rusia y senador de la República de Ragusa - Se desposó con Sofia de Trann (hija del general Antonio de Trann)
       Giovanni Giacomo Natali (Ragusa, 8 de marzo de 1775 - 1853)
       Carlo Antonio Natali (Ragusa, 1 de octubre de 1768 - 1857)
       Girolamo Francesco Maria Natali (Ragusa, 12 de marzo de 1778 - 1862)
       Maria Marta Maddalena de Natali (1774 - 1861) - Se casó con Francesco Ghetaldi-Gondola (Ragusa, 20 de octubre de 1743 - 17 de diciembre de 1798), por eso fue conocida como Marija Ghestaldi-Gondola. Un cuadro de 1812 del pintor Carmelo Reggio, natural de Palermo, se expone en el Palacio del Rector, de Dubrovnik, restaurado para su exposición (22 de noviembre de 2024 - 31 de marzo de 2025), con el descubrimiento de otro anterior debajo de pariente de su esposo, Frana Gondola, de soltera Bona.
           Sigismondo (1795 - 1860)
           Matteo (1797 - ?)
```